# De Vrije Bladen

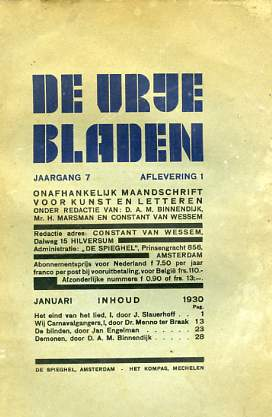
De Vrije Bladen, aflevering 1, jaargang 7 (1930)

De Vrije Bladen (Onafhankelijk Maandschrift voor Kunst en Letteren), uitgegeven tussen 1924 en 1949 bij de uitgevers die in onderstaand overzicht worden genoemd, is een gezocht verzamelobject.
De eerste acht jaar verschenen De Vrije Bladen als tijdschrift. Constant van Wessem en H. Marsman waren de meest invloedrijke redacteuren in deze periode. Van 1924 tot en met 1931 waren De vrije bladen het belangrijkste niet confessioneel gebonden literaire jongerentijdschrift van Nederland. Eind 1931 nam het tijdschrift Forum die rol over. Vanaf de negende jaargang (1932) tot en met de twintigste in 1949 verscheen het tijdschrift in cahiervorm met zogenaamde schriften.
Onder de naam De vrije bladen verschenen echter in 1969 en 1970 nog vijf nummers , die werden uitgegeven door Polak & Van Oorschot.

## Titels
1932 - 9e jaargang: Uitgeverij De Spieghel, Amsterdam
- 1 - Beb Vuyk - Vele namen
- 2 - Halbo C. Kool - Scherven (gedichten)
- 3 - Gerard Walschap - Jan Frans Cantré
- 4/5 - Matthijs Vermeulen - De eene grondtoon
- 6 - Simon Vestdijk - Verzen (debuut)
- 7 - Gerrit Rietveld - Nieuwe zakelijkheid in de Nederlandse architectuur
- 8 - Henriëtte van Eyk - Gabriël
- 9 - Constant van Wessem - De fantasie-stukken van Frederik Chasalle
- 10 - F. Chasalle/C. J. Kelk - Harlekijn
- 11 - Hendrik de Vries - Stormfakkels
- 12 - Ben Stroman - Wederdoopers

1933 - 10e jaargang: Uitgeverij De Spieghel, Amsterdam
- 1 - Johan van der Woude - Ondergang (debuut)
- 2 - Eric van der Steen - Droesem (gedichten)
- 3/4 - Taï Aagen-Moro - Spaansche dansen, dansers en danseressen
- 5 - Marcel Matthijs - De ruitentikker
- 6 - Han G. Hoekstra - Dubbelspoor
- 7 - Jan Engelman - Nieuwe schilderkunst in Holland
- 8/9 - M. van Dantzig - Droomen voor Loedo's slaap
- 10 - Jan Greshoff - Jozef Cantré, houtsnijder
- 11 - Simon Vestdijk - De oubliëtte
- 12 - J. Huyts (vert.) - Sowjet-poézie

1934 - 11e jaargang: Uitgeverij De Spieghel, Amsterdam
- 1 - Ben Stroman - Jomtof en Barbe Bleu
- 2 - R.H. Dijkstra - W. Schuhmacher
- 3 - Clara Eggink - Schaduw en water (debuut)
- 4/5 - Abel J. Herzberg - Vaderland
- 6 - Jules de Leeuwe - Radiokunst
- 7 - Karin Leyden - Portugeesch paradijs
- 8/9 - Dubbelnummer - Groningsche dichters
- 10 - A.M. Meerlo - Over wortels en vertakkingen van het angstgevoel
- 11 - Jan Engelman - Moissy Kogan
- 12 - P. Verdoes - Luigi Pirandello

1935 - 12e jaargang: Uitgeverij Rozenbeek en Venemans, Hilversum
- 1 - Ben Stroman - Hannibal Boontjes
- 2 - H.W.J.M. Keuls - De dansende lamp (gedichten)
- 3 - H. Eldermans - Oogst
- 4 - J. Zwartendijk - Het zien van mensch en masker
- 5 - J.F. Otten - Het moedercomplex van Baudelaire
- 6 - W.A. Wagener - Voorloopige balans
- 7 - Constant van Wessem - Twee verhalen
- 8 - G.J. Geers - Lopa de Vega. Zijn geest en zijn werk
- 9 - F. Bordewijk - 't Ongure Huissens
- 10 - Simon Vestdijk - De bruine vriend
- 11 - Maud van Loon - Een lichaam vacant
- 12 - N.E.M. Pareau/J.C. Noordstar - Argos en Arcadia

1936 - 13e jaargang: Uitgeverij Rozenbeek en Venemans, Hilversum
- 1 - Albert Helman - De kostbare dood
- 2 - Jo Otten/Maud van Loon - Het goud van de Lutine
- 3/4 - Marijke van Tooren - Het portret van Dorian Gray
- 5 - Max B. Teipe/Johan v.d. Woude - Dr. Menno ter Braak
- 6 - Ed Hoornik - Het keerpunt (debuut)
- 7 - F. Bordewijk - IJzeren agaven
- 8 - A.J.D. van Oosten - Film en gemeenschap
- 9 - A.M. Hammacher - Jeroen Bosch
- 10 - E. du Perron - Graffiti
- 11 - V. Varangot - Wissels
- 12 - A.M. Meerlo - Zelfmoord en de mensch

1937 - 14e jaargang: Uitgeverij Leopold, Den Haag
- 1 - Hendrik de Vries - Geïmproviseerd bouquet (gedichten en tekeningen)
- 2 - Albert van Waasdijk - Romantabletten
- 3 - Maurice Gilliams - Twee oefeningen
- 4 - Menno ter Braak - Douwes Dekker en Multatuli
- 5 - Gerard den Brabander - Gebroken lier
- 6 - José Ortega y Gasset - Het gezichtspunt in de kunsten
- 7 - Anton van Duinkerken/Menno ter Braak - Het Christendom
- 8 - P. Verhoog - Wolken en water (verzen)
- 9 - Jan Kempe - Een Hollandsch binnenhuisje
- 10 - S.P. Abas - Schilders van een andere werkelijkheid
- 11 - Ben Stroman - Het Centraalstation
- 12 - Albert Helman (vert.) - Mexico zingt (bloemlezing poézie)

1938 - 15e jaargang: Uitgeverij Leopold, Den Haag
- 1 - Ed Hoornik - Mattheus
- 2 - Menno ter Braak - De Augustiner monnik en zijn trouwe duivel
- 3 - Hendrik de Vries e.a. - De Ploeg, 20 jaar
- 4 - J. Huyts - Het geval Meyerhold
- 5 - A. Suidgeest - De gouden stad
- 6 - Simon Vestdijk - Rilke als barokkunstenaar
- 7 - Eric van der Steen - Kortom (gedichten)
- 8 - D.A. de Graaf - De hedendaagsche jeugd
- 9 - J.F. Otten - Casanova breekt uit
- 10 - Constant van Wessem - Slauerhoff herinneringen
- 11 - Johan van der Woude - Howison's metamorphose
- 12 - Jeanne van Schaik-Willing - De zondaar en het meisje

1939 - 16e jaargang: Uitgeverij Leopold, Den Haag
- 1 - Jacques Perk/Joanna C. Blancke - Een dichter verliefd (brieven)
- 2 - R. van Lier - Praehistorie (gedichten)
- 3 - Adriaan van der Veen - Tussen kantoor en archief
- 4 - H. Bruning - Lazarus en de rijke
- 5 - Menno ter Braak - De nieuwe elite
- 6 - Simon Vestdijk - De verdwenen horlogemaker
- 7 - A. Marja - Omneveld havenlicht (gedichten)
- 8 - H.A. Gomperts - Dingtaal (gedichten)
- 9 - W. Jos. de Gruyter - Beeldhouwkunst
- 10 - Peter van Steen - De droom
- 11 - Emily Dickinson - Gedichten (vertaling Simon Vestdijk)
- 12 - Cornelis Veth - Over Líon Holman, Uriël Birnbaum, Theo Ortmann

1940 - 17e jaargang: Uitgeverij Leopold, Den Haag, na 6 nummers gestaakt
- 1 - Louis Th. Lehmann - Subjectieve reportage (debuut)
- 2 - H.A. Gomperts - Catastrofe der scholastiek
- 3 - Jacques Schreurs - Het lied van de sluier
- 4 - E. du Perron (toelichting) - Willem van Hogendorp-Een lettre uit de 18e eeuw
- 5 - G.H. 's-Gravesande - M.C. Escher en zijn experimenten
- 6 - S.P. Abas - Het volk in onze hedendaagse schilderkunst

1946/1947 - 18e jaargang: Uitgeverij A.A.M. Stols, Den Haag
- 1 - Garmt Stuiveling - Het nieuwe geuzenlied
- 2 - N. Tergast - Hendrik Chabot
- 3 - J.D. Brandt Corstius - Duel om het dichterschap
- 4 - Guillaume van der Graft - Achterstand (gedichten)
- 5 - Sal Tas - Leiderschap en intellect
- 6/7 - Loden Vogel - Dagboek uit een kamp
- 8 - M. Deak - Rederijk (gedichten)
- 9 - Jean-Paul Sartre - 't Existentialisme is een humanisme
- 10 - Max Dendermonde - Het kind en de dood
- 11 - Rob Nieuwenhuys - Oom Tjen
- 1 - 2 W. Jos. de Gruyter - Lajos d'Ebneth

1948/1949 - 19e jaargang: Uitgeverij G.A. van Oorschot, Amsterdam
- 1 - L.Th. Lehmann - Gedichten
- 2 - P.H. van Moerkerken - Adriaan Koerbach (1633-1669)
- 3 - P.C.J. Reyne - Herman Kruyder
- 4 - J.M.W. Scheltema - Chansons, gedichten en studentenliederen
- 5/6 - Multatuli - Twee brieven uit Menado
- 7 - M. van Dantzig - De lichtklinkers
- 8 - Max Dendermonde - Eiland van Circe
- 9 - Sal Tas - Europa, laatste phase
- 10 - V.W.D. Schenk - Jeanne d'Arc
- 11 - Garmt Stuiveling - Onvoltooid verslag
- 12 - Frans Boers - Willy Boers

1949/1950 - 20e jaargang: Uitgeverij G.A. van Oorschot , na 6 nummers gestaakt
- 1 - Albert Helman - De eeuwige koppelaarster
- 2 - Menno ter Braak/E. du Perron - Briefwisseling
- 3 - Gerard Kornelis van het Reve - Werther Nieland
- 4 - Pierre Kemp - Forensen voor Cythère
- 5 - Hans Lodeizen - Het innerlijk behang (debuut)
- 6 - W.L. Meyer - Multatuli en Tine